# Narbolia
Narbolia település Olaszországban, Szardínia régióban, Oristano megyében. Lakosainak száma 1660 fő (2023. január 1.). Narbolia Cuglieri, Riola Sardo, San Vero Milis és Seneghe községekkel határos.

## Népesség
A település lakossága az elmúlt években az alábbi módon változott:
| Lakosok száma | 1790 | 1783 | 1660 |
|               | 2017 | 2018 | 2023 |